# Euphyia seminigrata
Euphyia seminigrata là một loài bướm đêm trong họ Geometridae.